# Christoph Krauli Held
Christoph „Krauli“ Held (* 17. Juni 1985 in Vöcklabruck) ist ein österreichischer Gastronom, Haubenkoch, Fernsehkoch, YouTube-Koch und Podcaster.

## Leben

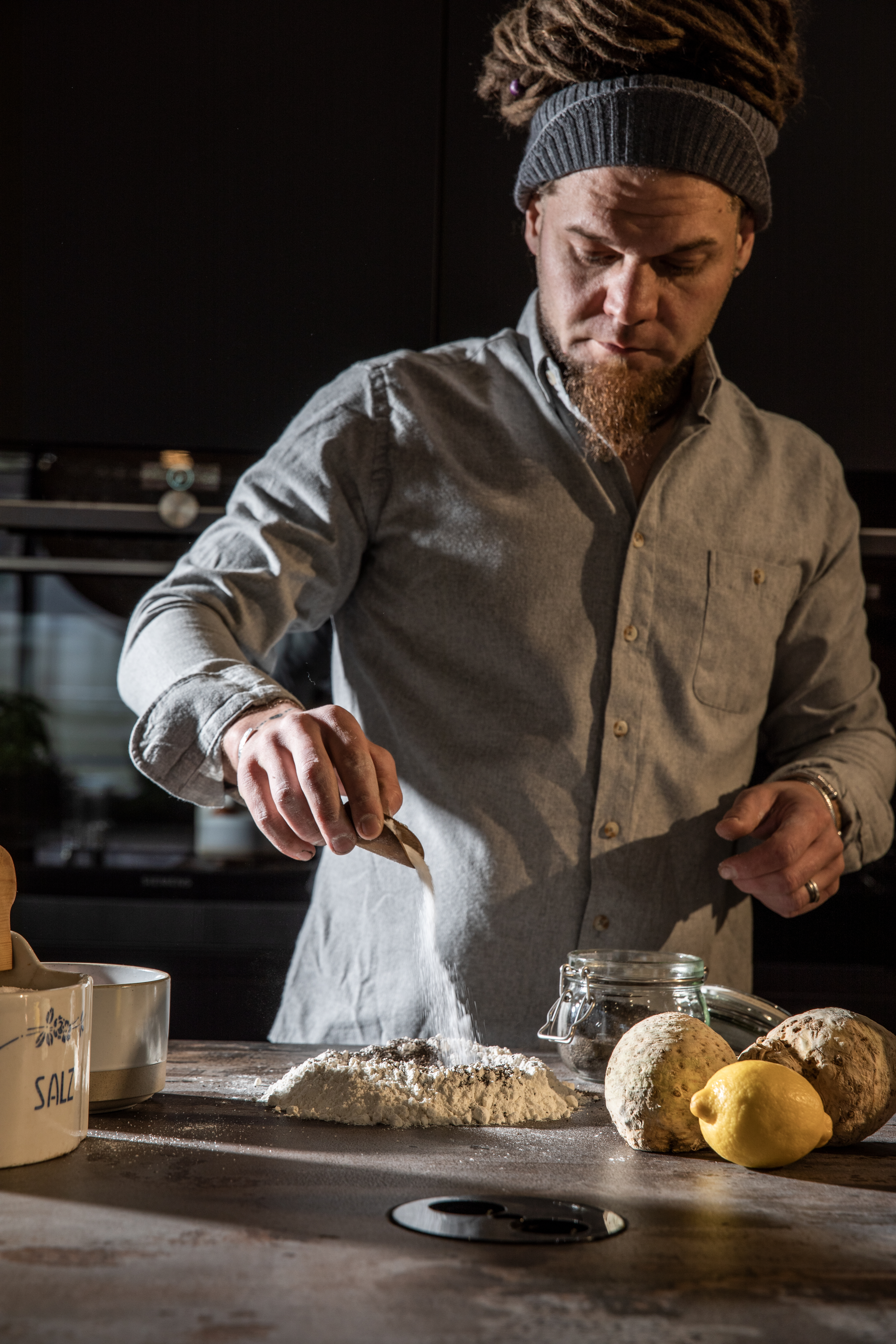
Christoph "Krauli" Held 18539

Christoph Held, auch bekannt unter seinem Spitznamen „Krauli“, absolvierte 2003 eine Kochlehre, anschließend den Zivildienst sowie eine Ausbildung zum Altenfachbetreuer und war dann zwei Jahre in einem Heim für ältere Menschen tätig. Im Jahr 2006 stieg Held als Koch wieder in die Gastronomiebranche ein und seit 2008 ist er Pächter und Betreiber des renommierten Ausflugsgasthofes am Siriuskogl, einem beliebten Ausflugsziel bei Bad Ischl.
Held ist für seine kreative und unterhaltsame Art des Kochens bekannt und fällt unter anderem auch durch seine Dreadlocks auf. „Seine Kreativität und die Leidenschaft für frische authentische und vor allem weltoffene Küche sind geradezu ansteckend“, wird über den Gastronomen berichtet, sein Aushängeschild sei die einfache, unkonventionelle, aber vor allem hingebungsvolle Art zu kochen. Im beruflichen und privaten Leben kennt man ihn als Küchenrebellen (…) und Visionär“. Er gelte als Verfechter regionaler und saisonaler Küche. Christoph „Krauli“ Held ist Testimonial für verschiedene Firmen der Lebensmittelbranche, Berater und Gründungsinitiator der Gastronomiebranche. und seit 2020 Genussbotschafter der Traunsee-Almtal-Region als Nachfolger des Fernsehkoch-Kollegen Mike Süsser. Ebenfalls seit 2020 ist er zudem mit dem Format „held und herd“ als Fernsehkoch in verschiedenen TV- und Onlineformaten zu sehen und seit 2023 mit „Beim Gast zu Gast“ als Podcaster erfolgreich.
Christoph „Krauli“ Held war mehrere Jahre Bandleader und Sänger der Reggae-Band Offbeat Mafia und engagiert sich für wohltätige Projekte. Held lebt in Bad Goisern, Oberösterreich, ist verheiratet und hat drei Kinder.

## TV-Auftritte (Auswahl)
Christoph „Krauli“ Held wirkt regelmäßig oder punktuell bei verschiedenen TV-Sendungen als Fernsehkoch oder Studiogast mit. Regelmäßig war er in den Jahren 2020 bis 2022 in einigen Folgen der ORF-Kochshow „Silvia kocht“ mit Silvia Schneider als Fernsehkoch eingeladen. Seit 2022 kocht er dreiwöchentlich in der ORF-Sendung Studio 2.
Weiters war Held z. B. Protagonist im ORF-Format „Erlebnis Österreich“ (Erstausstrahlung: 23. November 2024), porträtiert wurde er u. a. in der Folge „Einheimische und Zweiheimische – Ischler Geschichten“ der Serie „Heimatleuchten“ auf Servus-TV und in „Das Salzkammergut in Österreich: Hallstatt, Hollywood, Seen und Berge“ der Reihe „ARD-Reisen“ (Erstausstrahlung: 17. September 2023).

## Öffentliches Wirken

### Kochsendung „held & herd“

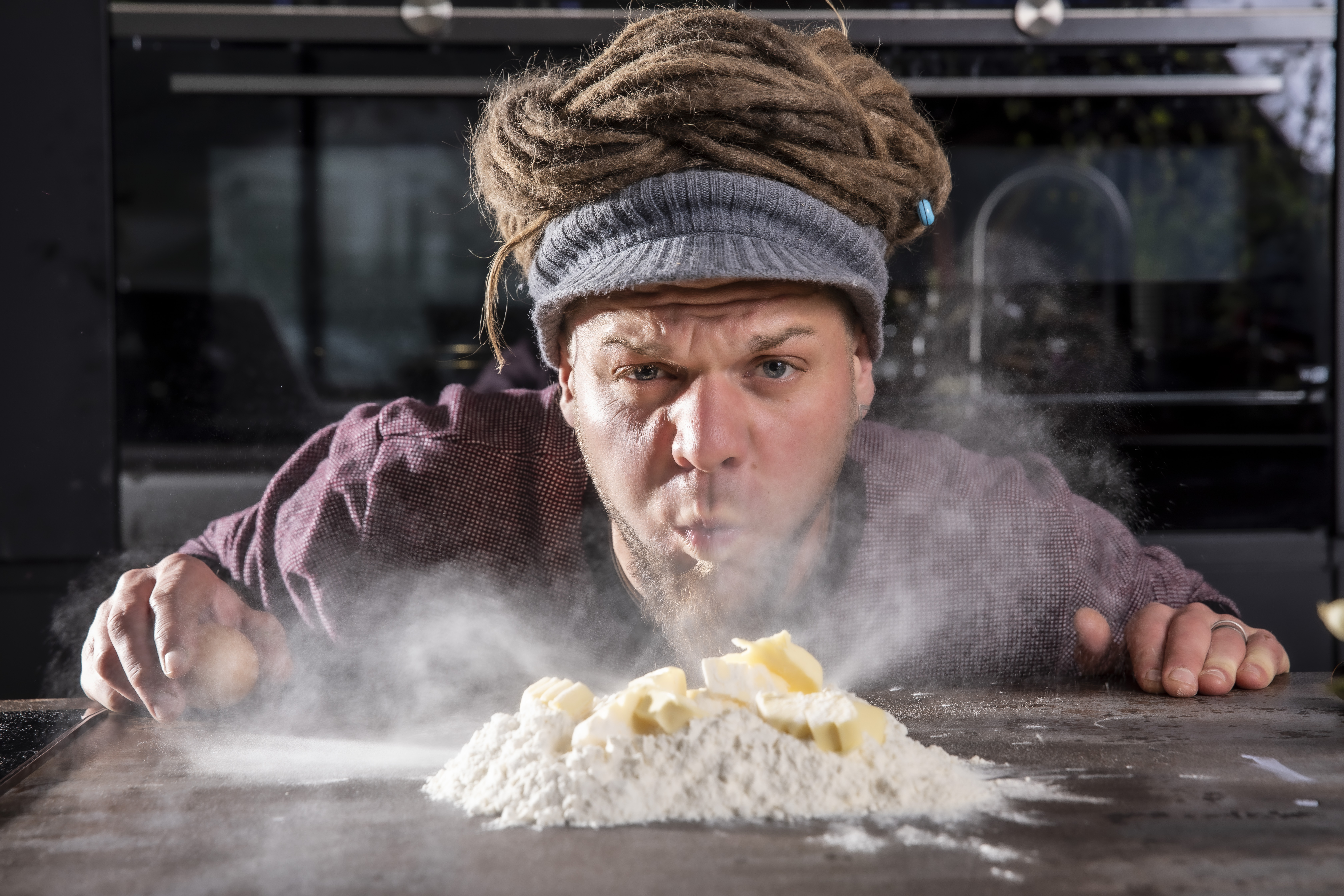
Christoph Krauli Held 1730

Die Kochsendung „held und herd“, die Christoph „Krauli“ Held als Initiator, Gründer und Darsteller zunächst in der Privatküche für YouTube aufnahm, wurde mit mehr als 1,7 Millionen Aufrufen des Formats zum Internethit (Stand: Dezember 2024). Bis dato wurden vier Staffeln veröffentlicht (Stand: Dezember 2024).
Die Idee zu fröhlichen Videos übers Essen und Kochen entstand während der Lockdowns, die für ihn als Gastronomen, als auch für das Team vom Gasthaus Siruiskogl, eine Zwangspause mit sich brachten. „Kochen und Essen ist so lebensnotwendig wie die Luft zum Atmen und beides formt unser psychisches und physisches Empfinden in einer sehr maßgeblichen Weise“, meint der Gastronomen Christoph „Krauli“ Held. Für ihn ist es wichtig, im Zeitalter von Gentechnik, Fertigprodukten, Geschmacksverstärkern und einer von der Lebensmittelindustrie immer mehr geprägten Gesellschaft den Leuten wieder einfache, aber vor allem geschmackvolle Rezepte auf eine mühelose und unkomplizierte Art zu vermitteln.

### Podcast „Beim Gast zu Gast“
Gemeinsam mit dem Kabarettisten Günther Lainer produziert Christoph Held seit 2023 den Podcast „Beim Gast zu Gast“. Sendekonzept ist, dass in verschiedenen deutschsprachigen Städten prominente Gäste zu einem Talk eingeladen werden. Held und Lainer wechseln sich als Gastgeber ab und der Studiogast für den jeweils anderen eine Überraschung.
Talkgäste in diesem Podcast waren unter anderem: Michael Niavarani, Folkshilfe, Viktor Gernot, Georgij Makazaria, Benedikt Mittmannsgruber, Elisabeth Schweeger, Blonder Engel, Silvia Schneider, Elke Kahr, Gregor Seberg, Eric Papilaya, Curly, Hera Lind, Chris May, Christoph Krutzler, u. a. „Beim Gast zu Gast“ wird im 2-Wochen-Rhythmus auf den gängigen Podcastplattformen veröffentlicht und war mehrere Wochen auf Platz 1 der „Podcast Charts“/Kategorie Comedy im deutschsprachigen Raum. Auf der Videoplattform YouTube verzeichnen die Videomitschnitte der Podcasts bis zu 90.000 Zugriffe pro Sendung (Stand: Dezember 2024).

### „Genusslabor“ / Kulturhauptstadtjahr Salzkammergut 2024
Held rief ab dem Jahr 2022 für das Europäische Kulturhauptstadtjahr Salzkammergut 2024 das Projekt „Wirtshauslabor“ ins Leben. Dabei stellten 18 Schülerinnen und Schüler der Tourismusschule Bad Ischl gemeinsam mit Christoph Held sowie einem Fachlehrer einen eigenen Gastronomiebetrieb auf den Beine. Aus einem leerstehenden Bahnhofsrestaurant wird das „Genusslabor“. Das Projekt soll auf die Problematiken der Gastronomiebranche (Nachwuchs, Leerstände, Fachkräftemangel) hinweisen und neue Konzepte aufzeigen. Die initiative Idee ging viral, zahlreiche Medienberichte in ganz Europa folgten.

### Reggaeband „Offbeat Mafia“
Christoph „Krauli“ Held ist Gründungsmitglied, Bandleader und Sänger der 10-köpfigen Reggaeband Offbeat Mafia. Aus einem Kollektiv von Musikern verschiedener Stilrichtungen entwickelte sich neben dem Grundgerüst Offbeat ein sehr facettenreicher Musikmix, der, gepaart mit aussagestarken, hauptsächlich deutschen Texten, den unverkennbaren Stil der Band bildete. Offbeat Mafia tourte von 2010 bis 2015 erfolgreich auf Festivals und Musikclubs durch den deutschsprachigen Raum und war zu Gast bei mehreren Radiostationen. 1,2) Das Album "zweiundzwanzig" wurde im Jahr 2013 veröffentlicht.
Ein Reunion-Konzert von Offbeat Mafia gab es im Rahmen des European Peace Ride, einer Veranstaltung des Kulturhauptstadtjahres Salzkammergut 2024 in Bad Ischl.

### Soziales Engagement
Im März 2022 organisierte Christoph Held innerhalb von zwei Wochen in Bad Goisern ein Spendenfestival für Kriegsflüchtlinge aus der Ukraine. Mit Live-Musik, Kultur und Kulinarik mehrerer Gastköchinnen und Gastköche konnten 100.000 Euro Spendengelder gesammelt werden. Einmal jährlich seit 2020 kocht er gemeinsam mit einigen seiner Mitarbeitern ehrenamtlich in der Caritas-Einrichtung „Gruft“ für obdachlose Menschen in Wien.

## Auszeichnungen / Ehrungen
- 2021: „Notos“, Oberösterreichischer Tourismuspreis[30][31]
- 2024: „Mostdipf“-Preis[7]

## Diskographie
- 2013: Offbeat Mafia, Album "zweiundzwanzig"[27]